# Wojewódzki Szpital Zespolony – Szpital Obserwacyjno-Zakaźny w Toruniu
Wojewódzki Szpital Zespolony-Szpital Obserwacyjno-Zakaźny w Toruniu – publiczny szpital specjalistyczny, jeden z dwóch szpitale o takim profilu leczenia w województwie kujawsko-pomorskim, którego organem prowadzącym jest samorząd województwa. Szpital wraz z przychodnią znajduje się przy ulicy Św. Józefa 53-59, w nowym gmachu Wojewódzkiego Szpitala Zespolonego.

## Historia
Początki szpitala sięgają roku 1921, kiedy to Wojewódzki Urząd Zdrowia w Toruniu powołał do istnienia Wojewódzką Lecznicę Dobrego Pasterza przy ul. Wałdowskiej 25 (obecnie Marii Skłodowskiej–Curie). Wówczas za opiekę medyczną w lecznicy odpowiedzialny był doktor Steinborn. Natomiast pielęgnację chorych, czynności gospodarcze oraz biurowe sprawowały siostry pasterki. W listopadzie 1928 roku lecznicę przejęło Zgromadzenie Sióstr Pasterek, a podstawę materialną bytu zgromadzenia stanowił dochód z opłat za leczenie i utrzymanie chorych. W styczniu 1930 roku Izba Wojewódzka zmieniła dotychczasowa nazwę lecznicy na Szpital Dobrego Pasterza, a wojewoda pomorski zatwierdził jego statut i regulamin.
W 1949 roku szpital został upaństwowiony, a w 1955 roku przekształcony w Miejski Szpital Zakaźny im. Franciszka Krzyształowicza. 1 sierpnia 1973 roku utracił on samodzielność i został włączony w struktury ZOZ-u im. Mikołaja Kopernika. W 1975 roku, zarządzeniem Wojewody Toruńskiego, szpital wszedł w skład Wojewódzkiego Szpitala Zespolonego im. L. Rydygiera. 4 sierpnia 1982 roku siedzibą szpitala stał się gmach przy ulicy Krasińskiego (budowany dla KW PZPR), a 1 grudnia 1990 odzyskał on samodzielność. 1 stycznia 1999 roku szpital przekształcono w samodzielny publiczny zakład opieki zdrowotnej. W 2012 roku włączono go ponownie w struktury Wojewódzkiego Szpitala Zespolonego, lecz zachował on autonomię, stanowiąc oddzielną jednostkę organizacyjną.
W latach 2016–2020 w ramach rozbudowy Wojewódzkiego Szpitala Zespolonego na Bielanach wybudowano nową siedzibę szpitala. Jego uroczyste otwarcie miało miejsce 2 grudnia 2020 roku.

## Struktura organizacyjna

### Oddziały
- Oddział Obserwacyjno-Zakaźny
- Oddział Schorzeń Przewodu Pokarmowego
- Oddział Zakaźny – Dziecięcy
- Oddział Hepatologiczny
- Oddział Dermatologiczny

### Przychodnie
- Przychodnia Chorób Zakaźnych i Pasożytniczych

### Zakłady i pracownie diagnostyczne
- Zakład Diagnostyki Laboratoryjnej
- Zakład Diagnostyki Mikrobiologicznej
- Zakład Diagnostyki Obrazowej